# Jean-Théodore de Menten de Horne
Jean-Théodore Ferdinand Léopold ridder de Menten de Horne (Sint-Truiden, 2 juni 1789 - aldaar, 8 oktober 1860) was een Belgisch katholiek politicus en burgemeester van Sint-Truiden.

## Biografie
De Menten de Horne was het negende van elf kinderen van Léon-François de Menten (1752-1822), schepen in het hooggerechtshof van Sint-Truiden, die in 1823 postuum adelbrieven kreeg voor hemzelf en zijn nakomelingen. Hij trouwde met Marie Stappers (1790-1869) met wie hij vijf kinderen kreeg. Hij werd lid van de Ridderschap van Limburg, lid van de Provinciale Staten van Limburg, maire van Kortijs en Niel, burgemeester van Sint-Truiden en arrondissementscommissaris in Hasselt.
Zijn oudere broer Bonaventure de Menten de Horne was tevens burgemeester van Sint-Truiden. Een van zijn kinderen was Léon de Menten de Horne (1815-1888), die provincieraadslid en gedeputeerde was van Limburg.
Het Ridder de Menten de Horneplein in Sint-Truiden brengt hulde aan zijn achterachterkleinkind Georges de Menten de Horne (1913-1944), een piloot-navigator die op 1 januari 1944 tijdens de terugvlucht naar het Verenigd Koninkrijk werd neergeschoten door de Duitsers.